# Petrónia
A Petrónia a Petróniusz férfinév női párja.

## Rokon nevek
- Petronella:[1] a Petrónia kicsinyítőképzős változata.[2]

## Gyakorisága
Az 1990-es években a Petronella ritka, a Petrónia szórványos név, a 2000-es években nem szerepelnek a 100 leggyakoribb női név között.

## Névnapok
Petrónia, Petronella
- május 31.[2]
- július 13.[2]

## Híres Petróniák, Petronellák
- Petronila aragóniai királynő